# Calgaco
Calgaco fue un jefe tribal caledonio —pueblo también llamado picto— que en el año 83 se enfrentó con el gobernador romano Agrícola en la batalla de Mons Graupius, al frente de un ejército de entre 20.000 y 30.000 guerreros caledonios contra unos 20.000 legionarios romanos y auxiliares, incluyendo unos 8.000 jinetes aliados. Cuando los caledonios atacaron a los romanos, estos lanzaron sus pilum y, como consecuencia de su mayor disciplina, rechazaron al enemigo, rodearon con su caballería a los caledonios y los hicieron huir. En el enfrentamiento murieron 10 000 caledonios y unos 360 romanos, según recoge Tácito en su obra De vita et moribus Iulii Agricolae.
Existe cierto debate sobre la existencia real de este personaje, se baraja la posibilidad de que sea un invento del historiador Tácito para reflejar el pensamiento que podían a llegar a tener algunos romanos sobre su imperio.